# Staurogyne scopulicola
Staurogyne scopulicola är en akantusväxtart som beskrevs av R. Kiew. Staurogyne scopulicola ingår i släktet Staurogyne och familjen akantusväxter. Inga underarter finns listade i Catalogue of Life.